# Adalgisa Nery
Adalgisa María Feliciana Noel Annule Ferreira, plus connue sous le nom de Adalgisa Nery, née à Rio de Janeiro, le 29 octobre 1905 , et morte à Rio de Janeiro, le 7 juin 1980, est  une poétesse, militante, et journaliste brésilienne,.

## Biographie
Née dans un logement de la rue Sebastiãou Lacerda, dans le quartier carioca de Laranjeiras, Adalgisa Nery est la fille de l'avocat Gualter Ferreira, originaire de Mato Grosso, et de Rose Annule, d'origine portugaise. Sensible et imaginative, elle est orpheline de sa mère à huit ans. 
Le remariage de son père, lui fait vivre des moments difficiles, Adalgisa Nery ne s'adaptant pas au tempérament de la belle-mère. Elle devient interne dans un collège de religieuses. Elle est finalement expulsée de cette école.
À quinze ans, Adalgisa tombe amoureux du peintre Ismael Nery (un des précurseurs du Modernisme brésilien), avec qui elle se marie à seize ans. Leur union dure douze ans, jusqu'au décès du peintre, en 1934.  Adalgisa Nery plonge pendant cette période dans une vie agitée, et découvre le milieu intellectuel grâce aux fréquentes réunions à son domicile. Elle fait ainsi la connaissance d'un cercle d'artistes et d'écrivains comme Manuel Bandeira, Jorge de Lima et Murilo Mendes. Un séjour de deux ans en Europe avec son mari lui permet également de lier amitié avec,  entre autres, Marc Chagall et le compositeur brésilien Heitor Villa-Loups (en portugais : Heitor Villa-Lobos). Mais la vie de Adalgisa Nery est marquée également par la relation conflictuelle, et quelquefois violente, avec son mari. Elle donne naissance à sept fils, mais seuls l'aîné, Ivan, et le plus jeune, Emmanuel, survivent. Tous les autres meurent en bas âge.
En 1959, Adalgisa Nery publie un roman autobiographique, A Imaginária. En usant comme alter ego du personnage de Bérénice, elle décrit comment la fascination qu'elle ressentait initialement pour son mari  s'est transformée progressivement en un véritable sentiment de terreur, par la violence de sa vie quotidienne.
Ismael Nery meurt de tuberculose en 1934. Veuve à vingt-neuf ans, démunie de ressources financières et avec deux fils à nourrir, Adalgisa Nery travaille tout d'abord pour une institution financière brésilienne, la Caixa Econômica Fédéral, puis pour le Conseil du Commerce Extérieur du Ministère des Relations extérieures. En 1937, elle publie son premier recueil de poésie, intitulés Poèmes.
En 1940, Adalgisa Nery se remarie avec le journaliste et avocat Lourival Fontes, qui est aussi le directeur du Département de Presse et de Propagande (DIP), créé par Getúlio Vargas en 1939, pour diffuser l'idéologie autoritaire de l'Estado Novo.
Elle suit son deuxième mari, qui a des fonctions diplomatiques, à New York de 1943 à 1945, puis au Mexique, où il est ambassadeur, en 1945.  Dans ce pays, elle se lie d'amitié avec les peintres Diego Rivera, José Orozco (tous les deux réalisent son portrait), Frida Kahlo, David Siqueiros et Rufino Tamayo. En 1952, elle voyage à nouveau dans ce pays, comme ambassadrice plénipotentiaire, pour représenter  le Brésil lors de la prise de possession du président élu Adolfo Ruiz Cortines. Elle reçoit l'Ordre de l'Aigle aztèque, distinction jamais auparavant accordée à une femme, en raison de ses conférences sur Juana Inés de la Cruz.
Le mariage avec Lourival dure treize ans, mais celui-ci tombe amoureux d'une autre femme, et provoque la rupture.
À la suite de cette séparation, et malgré la valeur littéraire de ses poèmes dont une anthologie en français a été éditée par Pierre Seghers, Adalgisa Nery décide  de prendre de la distance par rapport à cette œuvre. Elle devient journaliste, en écrivant pour le périodique Última Hora, et femme politique. Elle est élue députée à trois reprises, d'abord par le Parti socialiste brésilien (PSB) puis, au temps de bipartisme, par le Mouvement Démocratique Brésilien (MDB). En 1969, l'établissement d'une dictature politique au Brésil met fin à ses mandats. Elle est également privée de ses droits civiques.
Désargentée et désemparée,  Adalgisa est hébergée entre 1974 et 1975 dans une maison du journaliste de radio et télévision Flávio Cavalcanti, à Petrópolis, où elle vit pratiquement comme une recluse. Revenant sur son désamour pour la littérature, elle écrit à nouveau, et publie deux livres de poésie, deux autres de nouvelles, des articles et un roman, Neblina (brume). Le roman est dédié à  Flávio Cavalcanti, pour l'aide qu'il lui apporte dans cette période et bien que celui-ci se mette par ailleurs au service de la dictature. Entre le «politiquement correct» et la loyauté à un ami, Adalgisa Nery choisit  l'affection.
En 1975, son fils le plus jeune, Emmanuel, l'accueille chez lui. En mai 1976, elle décide, de sa seule volonté, de s'installer dans une maison de repos pour le troisième âge, à Jacarepaguá. Un an plus tard, elle est victime d'un accident vasculaire cérébral et reste aphasique et hemiplégique. Trois ans plus tard, elle meurt, à soixante-quatorze ans.

## Œuvres
Une partie significative de ces œuvres a été traduite en anglais, espagnol, français, allemand et italien.
- Poemas. Ed. Pongetti, 88 p., 1937
- A mulher ausente (La femme absente), poèmes. Ed. Livraria Jose Olympio, 151 p. , 1940
- Og, Contes. Ed. J. Olympio, 133 p., 1943.
- Ar do deserto (L'air du désert), poèmes. Ed. J. Olympio, 84 p., 1943
- Cantos da Angústia (Chants d'angoisse), poèmes. Ed. J. Olympio, 143 p. , 1948
- As Fronteiras da Quarta Dimensão (Les frontières de la quatrième dimension), poèmes. Ed. Livraria J. Olympio, 133 p., 1952
- Brasileiros contra o Brasil. Volume 1 d'Antología nacionalista / o Movimento Nacionalista Brasileiro Brasileiro. Avec gabriel de Resende Passos. Ed. Lueur, 303 p., 1958
- A Imaginária, roman. Ed. J. Olympio, 209 p., 1959
- 'Sopram os ventos da liberdade. Volume 2 de l'Antología nacionalista / o Movimento Nacionalista Brasileiro. Avec oswaldo Almeida Costa. Ed. Lueur, 319 p., 1959
- Mundos Oscilantes (Mondes oscillants), poèmes. Ed. J. Olympio, 324 p., 1962
- Portraits do le Brésil. Volumes 17-19. Avec Octávio Ianni, F. Magalhães Martins. Éd. Civilização  Brasileira, 167 p., 1963
- Retrato sem Retoque, chroniques journalistiques, 1966
- 22 menos 1, nouvelles. Éd. Expressão e Cultura, 176 p., 1972
- Neblina (brume), Roman. Ed. J. Olympio, 135 p., 1972
- Erosão, poèmes. Ed. J. Olympio, 81 p., 1973

## Distinctions
- Mexique : Ordre de l'Aigle aztèque